# Twee motten
"Twee motten" is een lied van de Nederlandse cabaretier Tom Manders, gezongen als zijn personage Dorus, uit 1957.

## Achtergrond
In de jaren 1950 presenteerde Manders, als zijn alter ego Dorus, samen met organist/dirigent Cor Steyn het programma "De Showboat". Voor dit programma namen ze het nummer "Twee motten" op, over twee motten die zich te goed deden aan Dorus' oude jas. Het werd een grote hit in onder meer de Muziek Parade, een van de voorlopers van de Nederlandse Top 40. In 1963 kwam er ook een Duitstalige versie, Zwei Motten, uit ingezongen door Manders. Het lied werd later nog instrumentaal gecoverd in Nederland door de popgroep Normaal in 1978 met als titel Two moths en in België in 2019 door de artiest Jo Benna.
In november 2023 kwam het lied opnieuw in de belangstelling, doordat het onder jongeren viraal ging op TikTok. Eind 2023 verscheen het nummer na jaren opnieuw in de Top 2000 van NPO Radio 2 en bereikte de hoogste positie tot dan toe.

### NPO Radio 2 Top 2000
| Nummer met noteringen in de NPO Radio 2 Top 2000 | '99 | '00  | '01  | '02  | '03  | '04  | '05  | '06  | '07  | '08  | '09-'22 | '23 |
| ------------------------------------------------ | --- | ---- | ---- | ---- | ---- | ---- | ---- | ---- | ---- | ---- | ------- | --- |
| Twee motten                                      | 937 | 1299 | 1815 | 1595 | 1467 | 1679 | 1919 | 1830 | 1747 | 1698 | -       | 676 |

1. ↑  Een '-' betekent dat het nummer niet was genoteerd en een vetgedrukt getal geeft de hoogste notering aan.
2. ↑  Deze tabel is bijgewerkt tot en met de laatste editie (2024).

## Gerard Joling
Door de hernieuwde populariteit in 2023, werd het nummer gecoverd door Gerard Joling. Joling had de cover al langere tijd op de plank liggen, maar door de release van zijn album Dit ben ik en de Outsiders remix van Zing met me mee kon het nummer niet eerder worden uitgebracht. De cover werd een kleine hit en bereikte de 5e positie in de Tipparade.